# 698-й истребительно-противотанковый артиллерийский полк
698-й истребительно-противотанковый артиллерийский полк, он же 698-й лёгкий артиллерийский полк, он же 698-й артиллерийский полк противотанковой обороны — воинская часть Вооружённых сил СССР во время Великой Отечественной войны.

## История
Формировался с 28 июня 1941 года по 6 июля 1941 года в Подольске.
В составе действующей армии с 9 июля 1941 года по 9 мая 1945 года.
По прибытии на фронт занял позиции под Порховом, 10 июля 1941 года вступил в бои. Ведёт бои в том же районе до 18 июля 1941 года, затем отступает в общем направлении на Старую Руссу. Вероятно, что под Порховом частично попадал в окружение: имеются данные о пленении воинов полка в районе Порхова даже на конец июля 1941 года.
Очевидно затем отступает с боями через Старую Руссу в район севернее Демянска
На 12 сентября 1941 года ведёт бои в Лычковском районе севернее Демянска в районе деревни Липняги и приблизительно там же находится вплоть до 1944 года.
В 1944 году продвигается на запад, преследуя противника на новосокольническом направлении, летом наступает на Резекне, участвует в освобождении города.
В июле-августе 1944 года ведёт бои в Мадонском районе Латвии
Осенью 1944 года участвует в Рижской наступательной операции, после освобождения Риги, наступает в районе Ауце, участвуя в Курляндской операции. Вёл бои с курлядской группировкой врага до конца войны.

## Полное наименование
- 698-й артиллерийский полк противотанковой обороны
- 698-й лёгкий артиллерийский полк (июнь-июль 1942 и с января 1943)
- 698-й истребительно-противотанковый артиллерийский полк (с июля 1942)

## Подчинение
| Дата            | Фронт (округ)                                  | Армия                  | Корпус | Дивизия                                            | Бригада                            | Примечания                                                |
| --------------- | ---------------------------------------------- | ---------------------- | ------ | -------------------------------------------------- | ---------------------------------- | --------------------------------------------------------- |
| 01.07.1941 года | Московский военный округ                       | -                      | -      | 9-я артиллерийская бригада противотанковой обороны | -                                  | -                                                         |
| 10.07.1941 года | Северо-Западный фронт                          | 11-я армия             | -      | -                                                  | -                                  | -                                                         |
| 01.08.1941 года | Северо-Западный фронт                          | 11-я армия             | -      | -                                                  | -                                  | -                                                         |
| 01.09.1941 года | Северо-Западный фронт                          | 11-я армия             | -      | -                                                  | -                                  | -                                                         |
| 01.10.1941 года | Северо-Западный фронт                          | 11-я армия             | -      | -                                                  | -                                  | -                                                         |
| 01.11.1941 года | Северо-Западный фронт                          | 11-я армия             | -      | -                                                  | -                                  | -                                                         |
| 01.12.1941 года | Северо-Западный фронт                          | 11-я армия             | -      | -                                                  | -                                  | -                                                         |
| 01.01.1942 года | Северо-Западный фронт                          | 34-я армия             | -      | -                                                  | -                                  | -                                                         |
| 01.02.1942 года | Северо-Западный фронт                          | 34-я армия             | -      | -                                                  | -                                  | -                                                         |
| 01.03.1942 года | Северо-Западный фронт                          | 34-я армия             | -      | -                                                  | -                                  | -                                                         |
| 01.04.1942 года | Северо-Западный фронт                          | 34-я армия             | -      | -                                                  | -                                  | -                                                         |
| 01.05.1942 года | Северо-Западный фронт                          | 34-я армия             | -      | -                                                  | -                                  | -                                                         |
| 01.06.1942 года | Северо-Западный фронт                          | 34-я армия             | -      | -                                                  | -                                  | -                                                         |
| 01.07.1942 года | Северо-Западный фронт                          | 34-я армия             | -      | -                                                  | -                                  | -                                                         |
| 01.08.1942 года | Северо-Западный фронт                          | 34-я армия             | -      | -                                                  | -                                  | -                                                         |
| 01.09.1942 года | Северо-Западный фронт                          | 34-я армия             | -      | -                                                  | -                                  | -                                                         |
| 01.10.1942 года | Северо-Западный фронт                          | 34-я армия             | -      | -                                                  | -                                  | -                                                         |
| 01.11.1942 года | Северо-Западный фронт                          | 34-я армия             | -      | -                                                  | -                                  | -                                                         |
| 01.12.1942 года | Северо-Западный фронт                          | 34-я армия             | -      | -                                                  | -                                  | -                                                         |
| 01.01.1943 года | Северо-Западный фронт                          | 34-я армия             | -      | -                                                  | -                                  | находился в подчинении 78-й лёгкой артиллерийской бригады |
| 01.02.1943 года | Северо-Западный фронт                          | 34-я армия             | -      | -                                                  | -                                  | находился в подчинении 78-й лёгкой артиллерийской бригады |
| 01.03.1943 года | Северо-Западный фронт                          | 34-я армия             | -      | -                                                  | -                                  | находился в подчинении 78-й лёгкой артиллерийской бригады |
| 01.04.1943 года | Северо-Западный фронт                          | -                      | -      | 27-я артиллерийская дивизия                        | 78-я лёгкая артиллерийская бригада | -                                                         |
| 01.05.1943 года | Северо-Западный фронт                          | 34-я армия             | -      | 27-я артиллерийская дивизия                        | 78-я лёгкая артиллерийская бригада | -                                                         |
| 01.06.1943 года | Северо-Западный фронт                          | 34-я армия             | -      | 27-я артиллерийская дивизия                        | 78-я лёгкая артиллерийская бригада | -                                                         |
| 01.07.1943 года | Северо-Западный фронт                          | 34-я армия             | -      | 27-я артиллерийская дивизия                        | 78-я лёгкая артиллерийская бригада | -                                                         |
| 01.08.1943 года | Северо-Западный фронт                          | 34-я армия             | -      | 27-я артиллерийская дивизия                        | 78-я лёгкая артиллерийская бригада | -                                                         |
| 01.09.1943 года | Северо-Западный фронт                          | 34-я армия             | -      | 27-я артиллерийская дивизия                        | 78-я лёгкая артиллерийская бригада | -                                                         |
| 01.10.1943 года | Северо-Западный фронт                          | 34-я армия             | -      | 27-я артиллерийская дивизия                        | 78-я лёгкая артиллерийская бригада | -                                                         |
| 01.11.1943 года | Северо-Западный фронт                          | 34-я армия             | -      | 27-я артиллерийская дивизия                        | 78-я лёгкая артиллерийская бригада | -                                                         |
| 01.12.1943 года | 2-й Прибалтийский фронт                        | 1-я ударная армия      | -      | 27-я артиллерийская дивизия                        | 78-я лёгкая артиллерийская бригада | -                                                         |
| 01.01.1944 года | 2-й Прибалтийский фронт                        | 6-я гвардейская армия  | -      | 27-я артиллерийская дивизия                        | 78-я лёгкая артиллерийская бригада | -                                                         |
| 01.02.1944 года | 2-й Прибалтийский фронт                        | 10-я гвардейская армия | -      | 27-я артиллерийская дивизия                        | 78-я лёгкая артиллерийская бригада | -                                                         |
| 01.03.1944 года | 2-й Прибалтийский фронт                        | 10-я гвардейская армия | -      | 27-я артиллерийская дивизия                        | 78-я лёгкая артиллерийская бригада | -                                                         |
| 01.04.1944 года | 2-й Прибалтийский фронт                        | 10-я гвардейская армия | -      | 27-я артиллерийская дивизия                        | 78-я лёгкая артиллерийская бригада | -                                                         |
| 01.05.1944 года | 2-й Прибалтийский фронт                        | 10-я гвардейская армия | -      | 27-я артиллерийская дивизия                        | 78-я лёгкая артиллерийская бригада | -                                                         |
| 01.06.1944 года | 2-й Прибалтийский фронт                        | -                      | -      | 27-я артиллерийская дивизия                        | 78-я лёгкая артиллерийская бригада | -                                                         |
| 01.07.1944 года | 2-й Прибалтийский фронт                        | 1-я ударная армия      | -      | 27-я артиллерийская дивизия                        | 78-я лёгкая артиллерийская бригада | -                                                         |
| 01.08.1944 года | 2-й Прибалтийский фронт                        | 10-я гвардейская армия | -      | 27-я артиллерийская дивизия                        | 78-я лёгкая артиллерийская бригада | -                                                         |
| 01.09.1944 года | 2-й Прибалтийский фронт                        | 10-я гвардейская армия | -      | 27-я артиллерийская дивизия                        | 78-я лёгкая артиллерийская бригада | -                                                         |
| 01.10.1944 года | 2-й Прибалтийский фронт                        | 10-я гвардейская армия | -      | 27-я артиллерийская дивизия                        | 78-я лёгкая артиллерийская бригада | -                                                         |
| 01.11.1944 года | 2-й Прибалтийский фронт                        | 10-я гвардейская армия | -      | 27-я артиллерийская дивизия                        | 78-я лёгкая артиллерийская бригада | -                                                         |
| 01.12.1944 года | 2-й Прибалтийский фронт                        | 10-я гвардейская армия | -      | 27-я артиллерийская дивизия                        | 78-я лёгкая артиллерийская бригада | -                                                         |
| 01.01.1945 года | 2-й Прибалтийский фронт                        | 10-я гвардейская армия | -      | 27-я артиллерийская дивизия                        | 78-я лёгкая артиллерийская бригада | -                                                         |
| 01.02.1945 года | 2-й Прибалтийский фронт                        | 42-я армия             | -      | 27-я артиллерийская дивизия                        | 78-я лёгкая артиллерийская бригада | -                                                         |
| 01.03.1945 года | 2-й Прибалтийский фронт                        | -                      | -      | 27-я артиллерийская дивизия                        | 78-я лёгкая артиллерийская бригада | -                                                         |
| 01.04.1945 года | Ленинградский фронт (Курляндская группа войск) | 42-я армия             | -      | 27-я артиллерийская дивизия                        | 78-я лёгкая артиллерийская бригада | -                                                         |
| 01.05.1945 года | Ленинградский фронт (Курляндская группа войск) | 1-я ударная армия      | -      | 27-я артиллерийская дивизия                        | 78-я лёгкая артиллерийская бригада | -                                                         |

## Командование
в течение 1944 года командир п/пк Рощупкин Дмитрий Егорович